# (38419) 1999 RX219
1999 RX219 (asteroide 38419) é um asteroide da cintura principal. Possui uma excentricidade de 0.05843760 e uma inclinação de 8.23275º.
Este asteroide foi descoberto no dia 4 de setembro de 1999 por CSS em Catalina.